# Bertram Schäfer
Bertram Schäfer, né le 18 mars 1946 à Bitburg, est un pilote automobile allemand, devenu ensuite dirigeant dans ce sport, notamment avec sa propre structure, Bertram Schäfer Racing (BSR).

## Biographie
Bertram Schäfer fait ses débuts en monoplace dans les années 1970 et est sacré vice-champion d'Allemagne de Formule 3 en 1975. Il est ensuite sacré champion l'année suivante, puis une deuxième fois en 1978. En 1977, il participe également à une course au Deutschen Rennsport-Meisterchaft, le championnat de voitures de tourisme allemand, et termine neuvième de la course au Nürburgring.
À la suite de cette année 1978, Schäfer décide de créer sa propre équipe, Bertram Schäfer Racing (BSR). L'écurie remporte à sept reprises le championnat d'Allemagne de Formule 3, en 1980 et 1981 avec Frank Jelinski, en 1986 avec Kris Nissen, en 1991 avec Tom Kristensen, en 1997 avec Nick Heidfeld, en 1999 avec Christijan Albers, et en 2001 avec Toshihiro Kaneishi (en). La plupart d'entre eux ont ensuite brillé au très haut niveau : Tom Kristensen devient ensuite nonuple vainqueur des 24 Heures du Mans et Nick Heidfeld participe à 183 Grands Prix de Formule 1, avec treize podiums.
Il dissout son écurie fin 2001, et devient vice-président de la société organisatrice du championnat d'Allemagne de Formule 3 la saison suivante.

## Palmarès

### Pilote
- Championnat d'Allemagne de Formule 3 : 
  - Vice-champion en 1975
  - Champion en 1976 et 1978

### Écurie
- Championnat d'Allemagne de Formule 3 : 
  - Champion en 1980 et 1981 avec Frank Jelinski, en 1986 avec Kris Nissen, en 1991 avec Tom Kristensen, en 1997 avec Nick Heidfeld, en 1999 avec Christijan Albers, et en 2001 avec Toshihiro Kaneishi (en)

- Grand Prix de Monaco de Formule 3 :
  - Vainqueur en 1996 avec Marcel Tiemann et en 1997 avec Nick Heidfeld